# HMS Arbiter (D31)
HMS Arbiter (D31), nguyên là tàu sân bay hộ tống USS St. Simon (CVE-51) (ký hiệu lườn ban đầu AVG-51 và sau đó là ACV-51) của Hải quân Hoa Kỳ thuộc lớp Bogue, được chuyển cho Hải quân Hoàng gia Anh Quốc và đã hoạt động trong Chiến tranh Thế giới thứ hai.
St. Simon được đặt lườn với số hiệu MC 262 theo một hợp đồng với Ủy ban Hàng hải Hoa Kỳ vào ngày 26 tháng 4 năm 1943 tại xưởng đóng tàu của hãng Seattle-Tacoma Shipbuilding ở Tacoma, Washington; được xếp lại lớp với ký hiệu lườn CVE-51 vào ngày 15 tháng 7 năm 1943 và được hạ thủy vào ngày 9 tháng 9 năm 1943, được đỡ đầu bởi Bà R. H. Lewis, phu nhân Thiếu tướng R. H. Lewis, Tư lệnh Khu vực Tây Bắc, Fort Lewis, Washington. Nó được chuyển cho Anh Quốc vào ngày 31 tháng 12 năm 1943 theo chương trình Cho thuê-cho mượn, được đổi tên thành HMS Arbiter (D31), và đã hoạt động trong chiến tranh như một chiếc thuộc lớp Ameer.
Arbiter đã phục vụ như một tàu sân bay chống tàu ngầm tại Bắc Đại Tây Dương vào năm 1944, và tại Thái Bình Dương như một tàu vận chuyển máy bay hỗ trợ cho Hạm đội Thái Bình Dương Anh Quốc vào năm 1945, cung cấp máy bay thay thế cho hạm đội hay tuần tra chiến đấu cho những tàu tiếp tế.
Sau khi chiến tranh kết thúc, Arbiter quay trở về đến Norfolk, Virginia vào ngày 23 tháng 2 năm 1946 và chính thức hoàn trả cho Hoa Kỳ vào ngày 3 tháng 3. Được rút khỏi danh sách Đăng bạ Hải quân vào ngày 12 tháng 4 năm 1946, nó được bán vào ngày 30 tháng 1 năm 1947 cho hãng Newport News Shipbuilding and Dry Dock Company tại Newport News, Virginia, để cải biến thành tàu chở hàng cho hoạt động hàng hải thương mại tư nhân dưới tên gọi Coracero. Nó còn được đổi tên thành President Macapagal vào năm 1965, rồi là Lucky Two vào năm 1972, trước khi được tháo dỡ tại Cao Hùng, Đài Loan vào năm 1972.